# Troglosiro juberthiei
Troglosiro juberthiei – gatunek kosarza z podrzędu Cyphophthalmi i monotypowej rodziny Troglosironidae.

## Występowanie
Jak wszyscy przedstawiciele rodzaju jest endemitem Nowej Kaledonii. Występuje w parku Riviere Bleue.